# Cosel-Zeisholz
Cosel-Zeisholz war eine Gemeinde, die sich im Kreis Kamenz im Bezirk Dresden bzw. Land Sachsen befand.
Cosel-Zeisholz wurde zum 1. Januar 1969 gebildet aus den bis dahin selbständigen Gemeinden Cosel und Zeisholz. Sie ging zum 1. Januar 1996 in der Gemeinde Schwepnitz auf, zu der die Dörfer noch heute gehören.
| Jahr     | 1964 | 1990 |
| -------- | ---- | ---- |
| Cosel    | 251  | 347  |
| Zeisholz | 182  | 347  |

## Belege
1. ↑  Cosel-Zeisholz im Historischen Ortsverzeichnis von Sachsen

Koordinaten: 51° 22′ 29″ N, 13° 55′ 6″ O